# Camanchaca

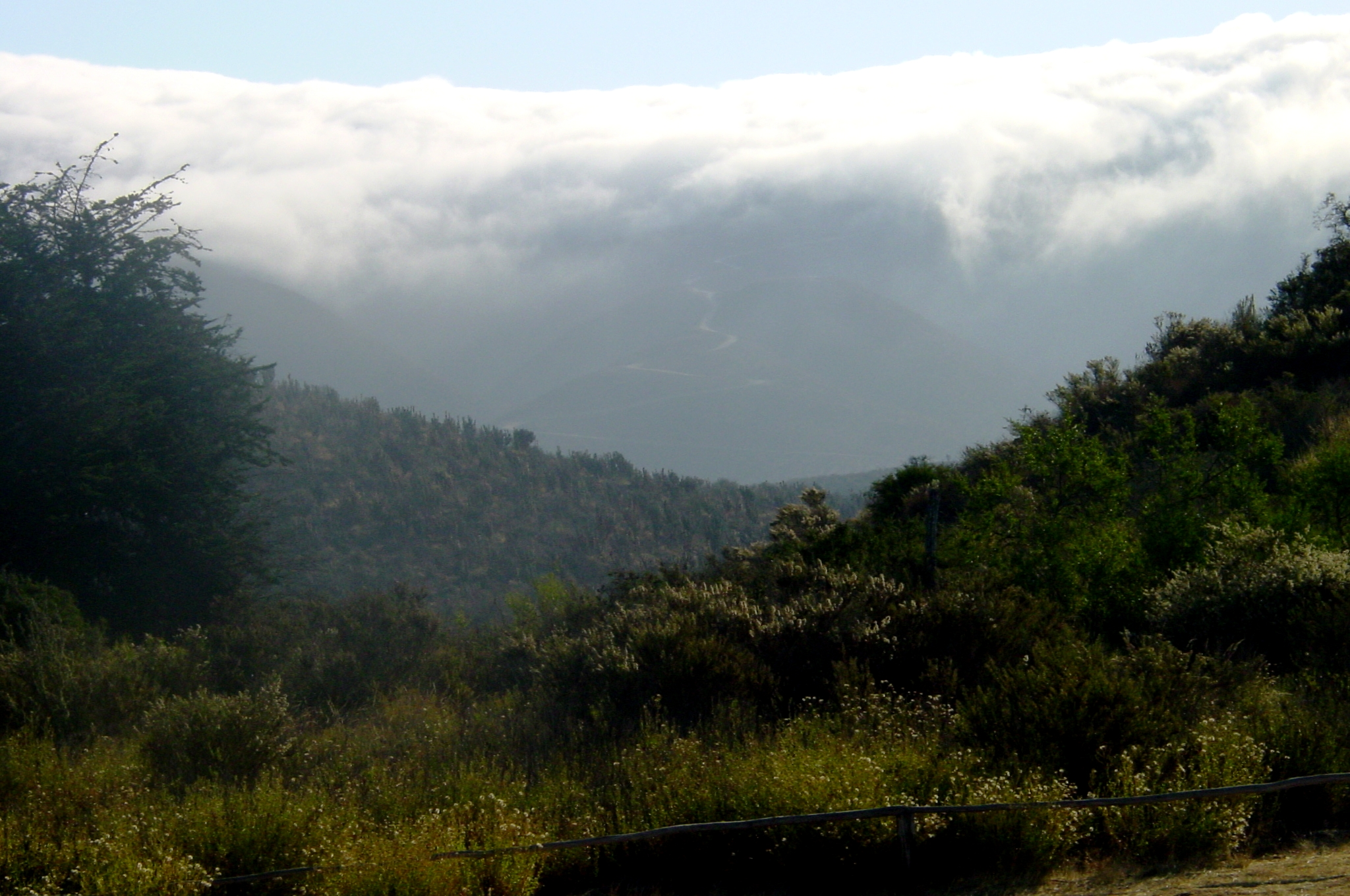
Camanchaca au Parc national Bosques de Fray Jorge.

La camanchaca, appelé garúa au Pérou, est un banc de stratocumulus maritimes qui se forment sur la côte chilo-péruvienne, près du désert le plus sec de la Terre, le désert d'Atacama. En se déplaçant dans les terres vers les montagnes, la camanchaca devient un brouillard épais ne produisant pas de pluie. Les gouttelettes qui composent le nuage/brouillard mesurent entre 1 et 40 microns de diamètre, trop fines pour former des gouttes de pluie.

## Formation

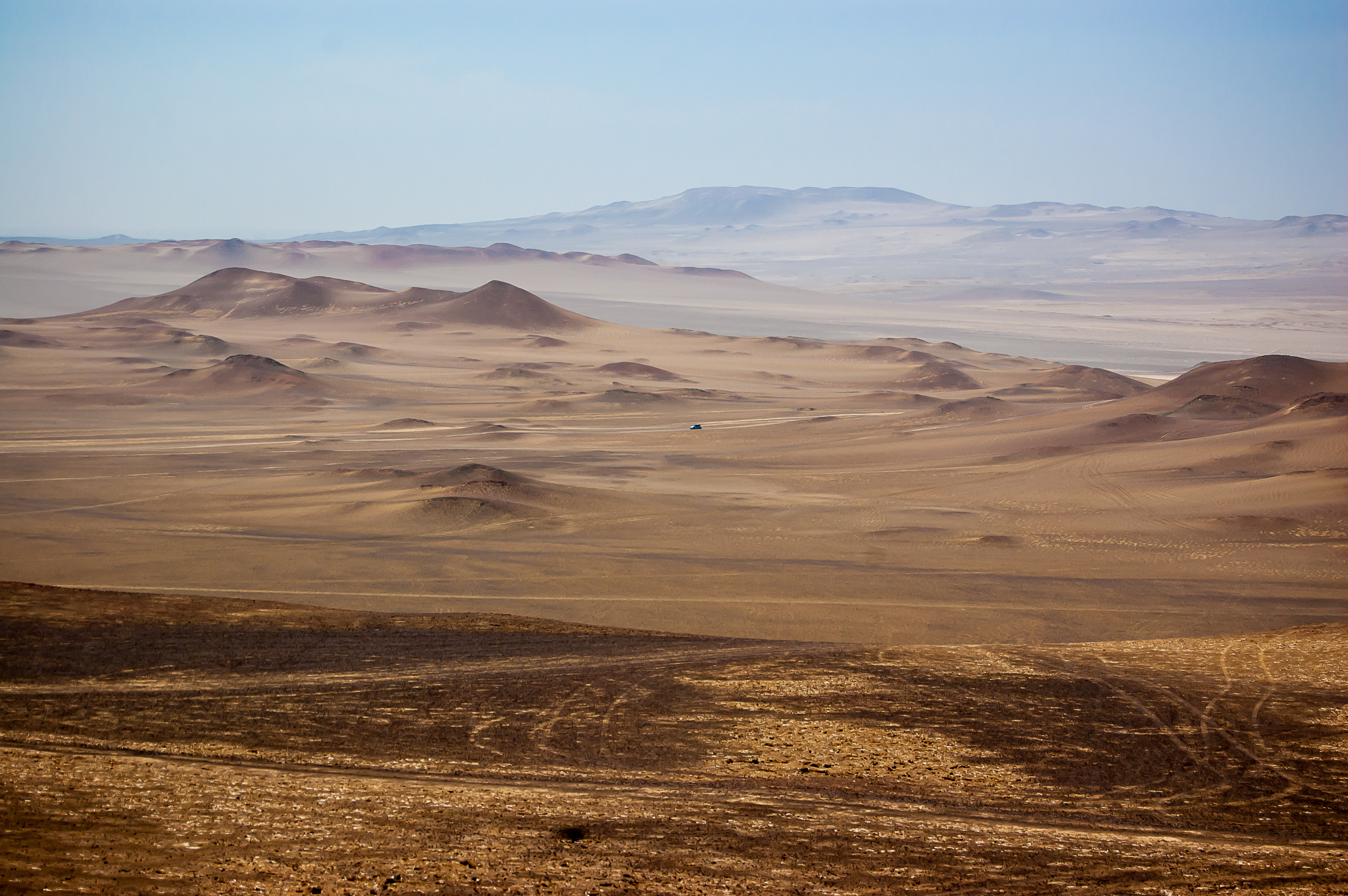
La côte du nord du Chili au nord du Pérou est un désert que seule la camanchaca/garúa peut humidifier.

Les eaux froides du courant de Humboldt sont responsables à la fois des déserts côtiers et de la camanchaca/garúa le long des côtes du Pérou et du Chili, entre 5 et 30° de latitude sud, sur une distance nord-sud de 2 800 kilomètres. Entre ces latitudes, le courant de Humboldt longe la côte, apportant une humidité élevée dans une région hyper-aride. Les eaux froides du Humboldt créent cependant une inversion de température par rapport à la température chaude venant du désert en altitude et génèrent des bancs de nuages denses au large. L'inversion de température est la plus prononcée à l'aube et les nuages atteignent donc leur épaisseur maximale tôt le matin. Ils se forment de préférence en situation anticyclonique.
La brise de mer et les vents dominants du sud-ouest soufflent l'air frais et ces nuages vers l'est sur les zones côtières où il donne du brouillard. Une partie importante de ces nuages est arrêtée par le cordon montagneux près de la côte alors que le reste envahit les vallées, les gorges et plateaux intérieurs. L'effet ne s'étend donc le plus souvent que sur quelques kilomètres à l'intérieur des terres le long des pentes montagneuses situées à une altitude de 300 à 1 000 mètres, altitude à laquelle se trouvent les lomas végétalisés (oasis de brouillard).
Les gouttelettes d'eau dans le brouillard sont trop fines pour former de la pluie, au mieux localement de la bruine.

## Impact

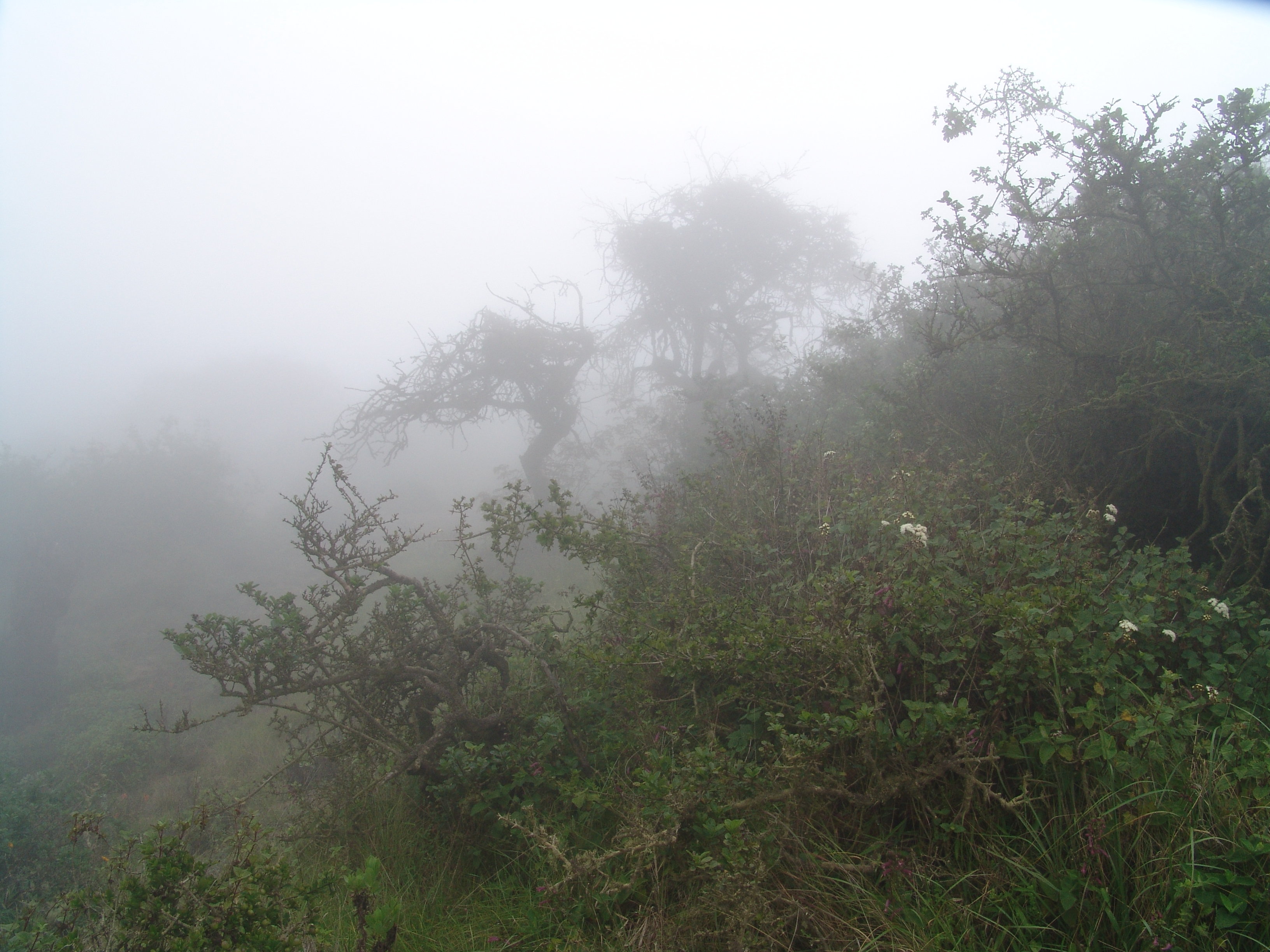
Brouillard au lomas de Atiquipa, province de Caravelí, Pérou, permettant la survie de la végétation.

Les nuages et le brouillard omniprésents avec la camanchaca/garúa en hiver à Lima ont amené l'auteur américain Herman Melville à la surnommer « la ville la plus étrange et la plus triste que vous ne puissiez voir » mais avec une « beauté cachée ».
Les précipitations annuelles moyennes sur la majeure partie de la côte désertique sont inférieures à 10 millimètres et certaines zones peuvent ne pas avoir de pluie pendant de nombreuses années. Seule l'humidité condensée par les nuages de la camanchaca/garúa - plus des événements occasionnels El Niño - permet aux îlots de végétation dans les lomas disséminés le long des côtes péruvienne et chilienne de survivre. À l'exception des lomas et des vallées fluviales drainant les Andes hautes et humides, le désert côtier est presque entièrement dénué de végétation.

## Capteur de brouillard

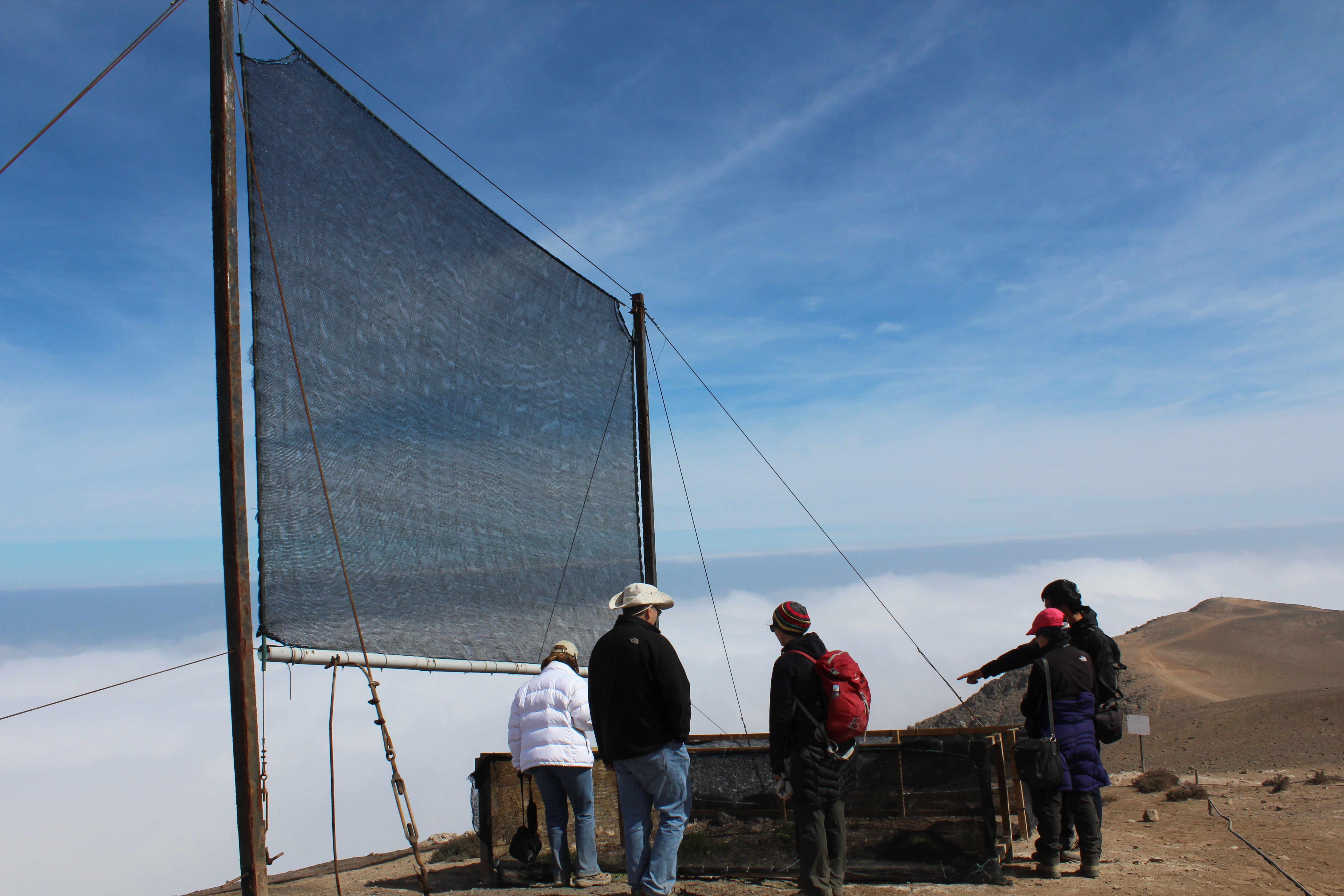
Filet capteur de brouillard à Alto Patache, Chili.

L'interception horizontale de ce type de brouillard a été mise en évidence expérimentalement en 1956. En 1985, des scientifiques ont mis au point un système de collecte de brouillard constitué de filets de polyoléfine afin de capturer les micro gouttelettes d’eau du brouillard, en vue de produire de l’eau courante pour les villages situés dans ces zones désertiques. Le projet « Camanchaca » a installé cinquante grands filets collecteurs de brouillard sur une crête de montagne, qui permettent de capturer environ 2 % de l'eau contenue dans le brouillard.
D'autres expériences de capteurs de brouillard ont suivi et certains emplacements sont devenus opérationnels pour subvenir aux besoins des populations. Ainsi, le Centre de recherches pour le développement international (CRDI) a mis en place à Chungungo, petit village du Chili sur la côte du désert d'Atacama, des capteurs pour recueillir l'eau contenue dans le brouillard et fournir aux villageois deux ou trois fois plus d’eau à meilleur marché qu'ils n’en utilisaient auparavant,.